# Município Longonjo
Município Longonjo är en kommun i Angola.   Den ligger i provinsen Huambo, i den centrala delen av landet, 500 km söder om huvudstaden Luanda.
I omgivningarna runt Município Longonjo växer huvudsakligen savannskog. Runt Município Longonjo är det ganska tätbefolkat, med 67 invånare per kvadratkilometer.